# 水沢秋生
水沢 秋生（みずさわ あきお、1974年6月5日 - ）は、日本の小説家。兵庫県神戸市生まれ。波乃歌（なみのうた）名義でライトノベルも執筆している。
国際基督教大学卒業。出版社勤務などを経て、フリーライターになる。2011年、波乃歌名義で投稿した『回る 回る 運命の輪 回る』が第17回電撃小説大賞の第3次選考を通過し拾い上げられ、同作でライトノベル作家としてデビュー。同年、『ゴールデンラッキービートルの伝説』（応募時のタイトルは「虹の切れはし」、応募時の筆名は安藤モア）で第7回新潮エンターテインメント大賞を受賞。同賞は毎回異なる作家がひとりで最終選考をつとめており、この回の選考を担当した恩田陸は「ハッとする描写、この人独自の描写だと感じられる箇所がそこここにあり（中略）相当にレベルの高い全体図を描こうとしているのだと気付いた」「いちばん伸びしろがありそうなのはこの人かな、と感じた」と評した。

## 作品

### 一般文芸
- ゴールデンラッキービートルの伝説（2012年1月 新潮社）
- ライオット・パーティーへようこそ（2014年7月 新潮社）
- カシュトゥンガ（2014年8月 祥伝社）
- 運び屋 (2014年12月 実業之日本社)
- プラットホームの彼女 (2015年1月 光文社)
- わたしたちの、小さな家（2015年12月 光文社）
- 俺たちはそれを奇跡と呼ぶのかもしれない（2017年7月 光文社）
- あの日、あの時、あの場所から（2018年12月 キノブックス）
- ミライヲウム（2020年7月 小学館）

### ライトノベル（波乃歌名義）
- 回る回る運命の輪回る 僕と新米運命工作員（2011年7月 電撃文庫）
- 回る回る運命の輪回る2 ビター・スイート・ビター（2012年1月 電撃文庫）
- ビューリフォー! 准教授久藤凪の芸術と事件（2012年7月 メディアワークス文庫）